# Đền Vạn Kiếp

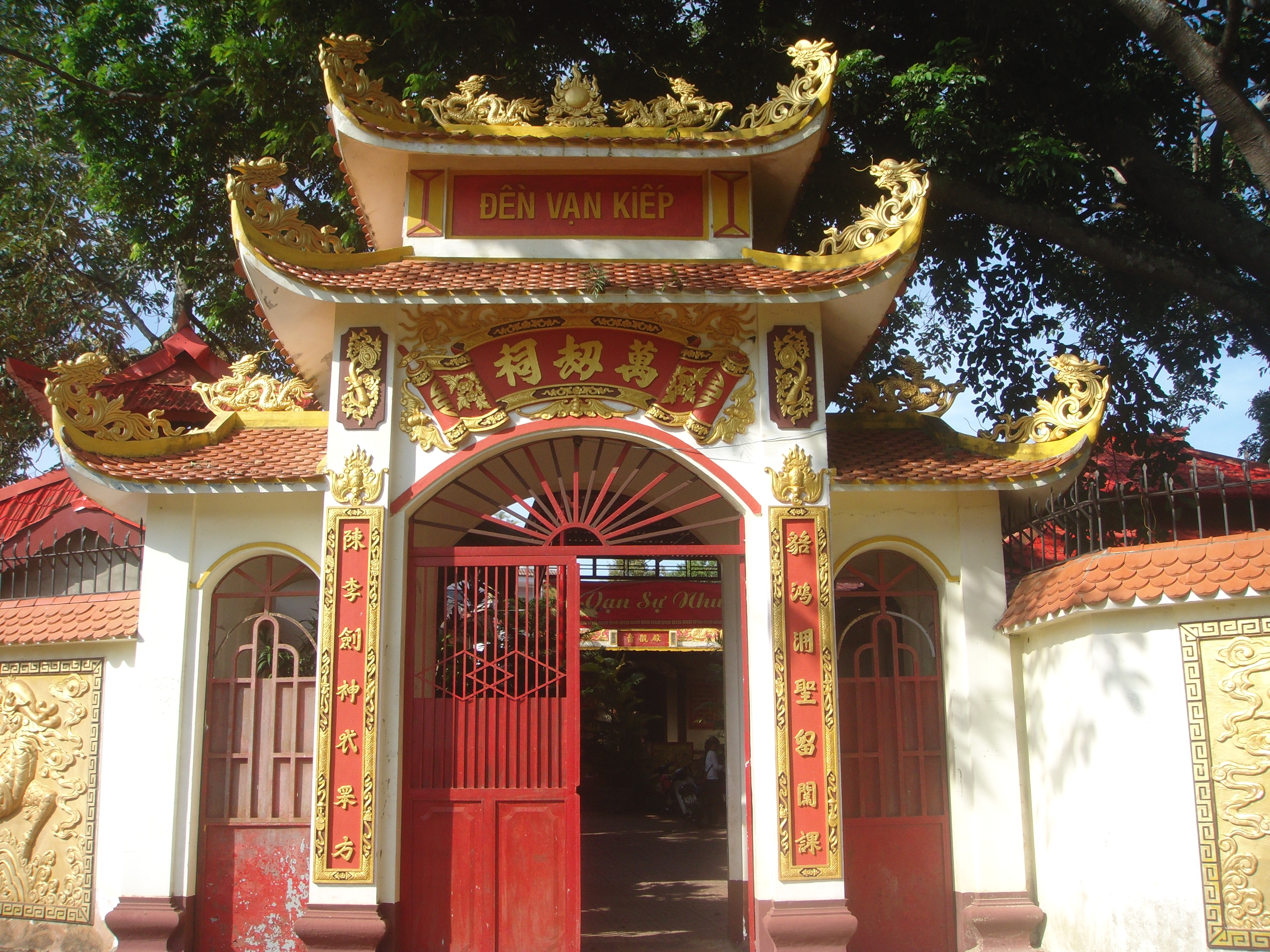
Đền Vạn Kiếp - Buôn Ma Thuột

Đền Vạn Kiếp là một trong những ngôi đền nổi tiếng thuộc địa phận tỉnh Đắk Lắk, nằm ở 102 Nguyễn Du, phường Tự An, thành phố Buôn Ma Thuột

## Lịch sử
Tên Vạn Kiếp có nghĩa là hàng nghìn năm, tồn tại mãi mãi...Đền được xây dựng vào năm 1960 bởi Đạo nhân Nguyễn Đình Cảo thế nên người dân địa phương thường gọi đền là Đền Ông Cảo. Đền được xây để thờ phụng Đức Thánh Trần Đại Vương và Đạo Mẫu để nhớ về dòng dõi Rồng - Tiên, lịch sử quốc gia xã hội.
Đền Vạn Kiếp phụng thờ Thánh Mẫu theo quan niệm tín ngưỡng Tứ Phủ của miền Bắc. Hằng năm, vào mùa xuân và mùa thu, ở đền này đều có tổ chức lễ hội (gọi là giỗ bà, giỗ ông); bao gồm các hình thức sinh hoạt văn hóa dân gian như: buổi hát chầu văn, hầu đồng tái hiện lại giai đoạn hào hùng của các vị thần thánh, tướng lĩnh…

## Kiến trúc
Đền có vị trí "non nước hữu tình":

| “                                              | Quanh co suối lượn bóng dâu mơ màng Nhìn phía trước Phong Quang Long – Hổ | ” |
| — Đạo nhân Nguyễn Đình Cảo tả cảnh đền lịch sử |                                                                           |   |

Đền Vạn Kiếp có một cổng chính, diện tích khoảng 1000m2. Đền có nét kiến trúc tương tự các đền phủ ở miền Bắc. Đền thờ theo thứ tự từ trong cùng đền ra ngoài và từ cao xuống thấp: Thờ Mẹ Âu Cơ Tam Tòa Thánh Mẫu – Quốc Tổ Hùng Vương; Cộng đồng Trần Triều Đức Hưng Đạo Đại Vương; Đức Vua Cha Ngọc Hoàng – Nam Tào Bắc Đẩu – Hội đồng Quan Lớn…
| “                                           | Đền Vạn - Kiếp cảnh xinh thay Nhịp cầu qua lại lùm cây rườm rà Nhìn ra dòng suối chảy qua Vườn rau ao cá bao la hữu tình Nhìn vào Đền - Phủ uy linh Sung - Đa bóng mát in hình Tiên sa | ” |
| — Đạo nhân Nguyễn Đình Cảo miêu tả cảnh đền | |   |

## Thờ phụng
Tín ngưỡng thờ mẫu tại đền Vạn Kiếp là tín ngưỡng đi theo sự sùng bái tự nhiên, bởi người Việt ta là dân tộc có nền nông nghiệp lúa nước, nên văn hóa thường gắn liền với tự nhiên, mang tính chất dài lâu bền chặt.
Quan niệm của người Việt là hướng tới sự phồn thực, nặng tính chất nông nghiệp, nên thờ cúng chủ yếu là các bà, các mẹ, các mẫu.
Trước hết, đó là bà Trời, bà Đất, bà Nước –  là những nữ thần cai quản các hiện tượng tự nhiên quan trọng nhất, gần gũi nhất đối với cuộc sống của người làm nông nghiệp lúa nước. Đây là ba vị thần có tầm ảnh hưởng rất lớn đến văn hóa mẫu hệ của người Việt.
Trong dân gian, ba nữ thần này còn được thờ chung như một tam tài dưới dạng tín ngưỡng tam phủ với ba bà cai quản ba vùng Trời – Đất – Nước: Mẫu Thượng Thiên, Mẫu Thượng Ngàn, Mẫu Thoải (Mẫu Thủy).
Ngoài ra còn có tín ngưỡng thờ Bà Mây – Mưa – Sấm – Chớp, thờ thần không gian (ngũ hành), thờ thần thời gian (12 vị thần, còn gọi là 12 bà mụ). Đặc biệt, người Việt vốn có truyền thống “Uống nước, nhớ nguồn” nên thường thờ những người có công dựng nước và giữ nước, hình thành nên tín ngưỡng Tứ Phủ (Trời – Đất – Nước và con người).

## Một số hình ảnh về Đền Vạn Kiếp

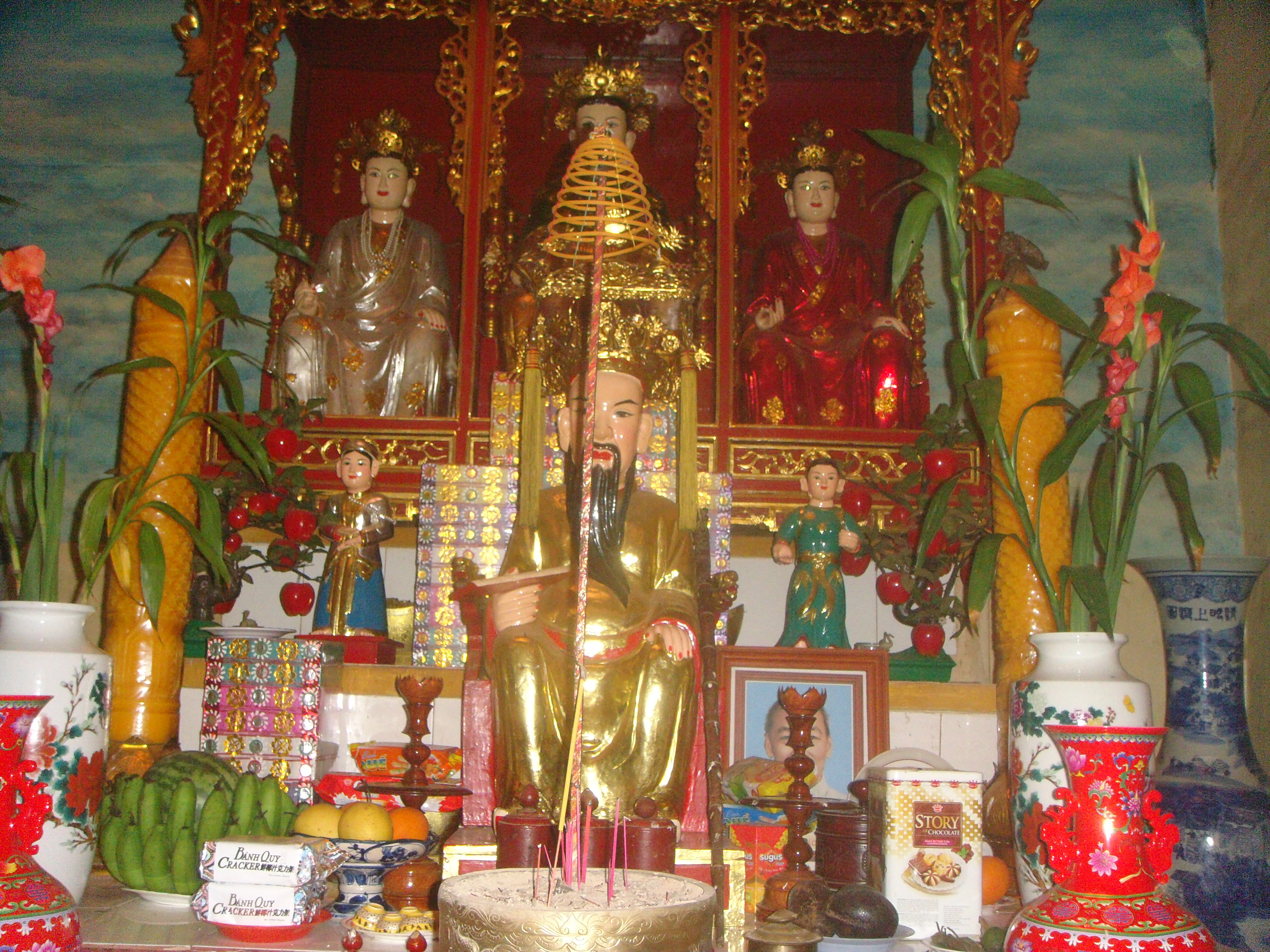
Mẹ Âu Cơ Tam Tòa Thánh Mẫu – Quốc Tổ Hùng Vương
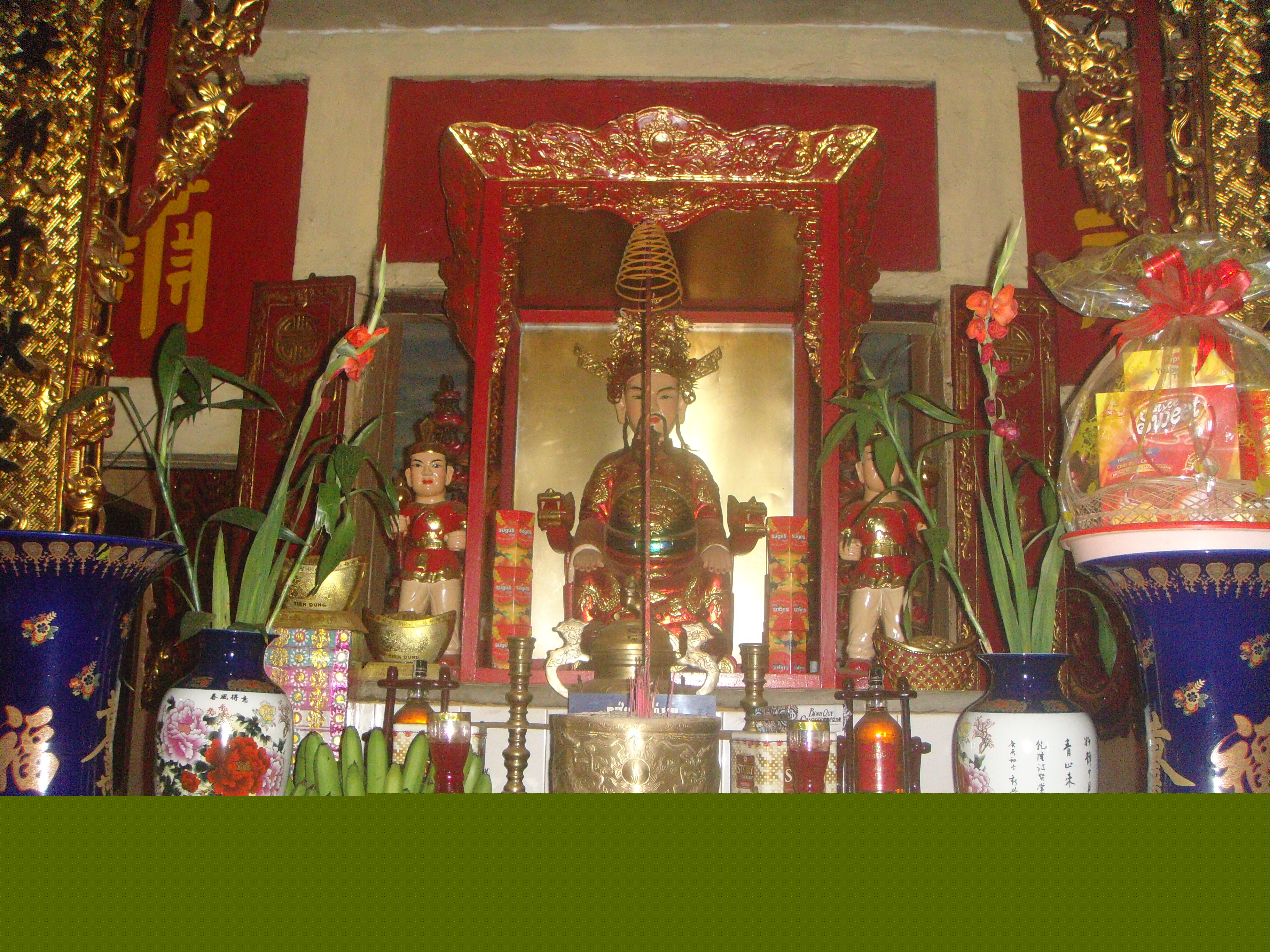
Cộng đồng Trần Triều Đức Hưng Đạo Đại Vương
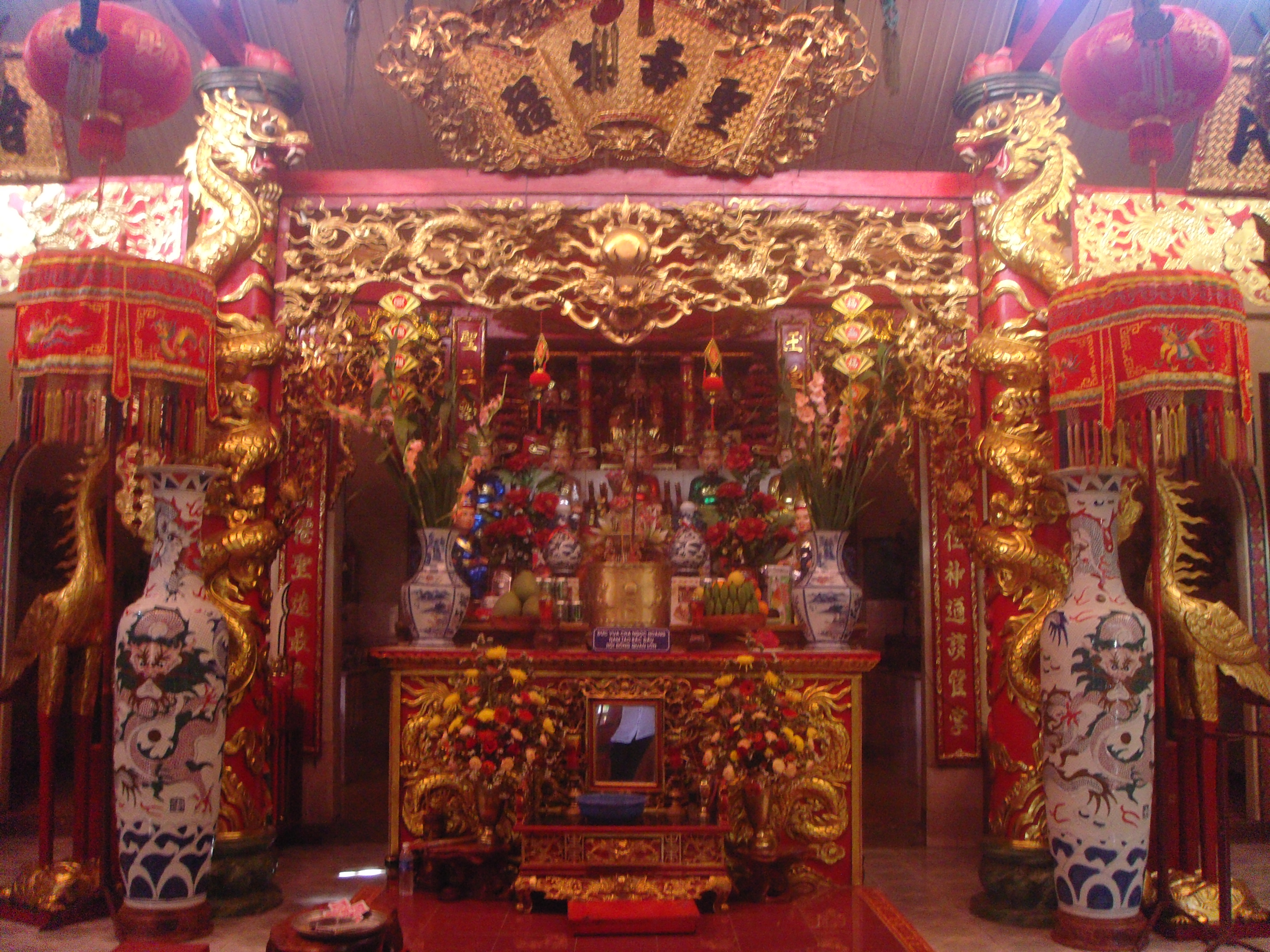
Đức Vua Cha Ngọc Hoàng – Nam Tào Bắc Đẩu – Hội đồng Quan Lớn
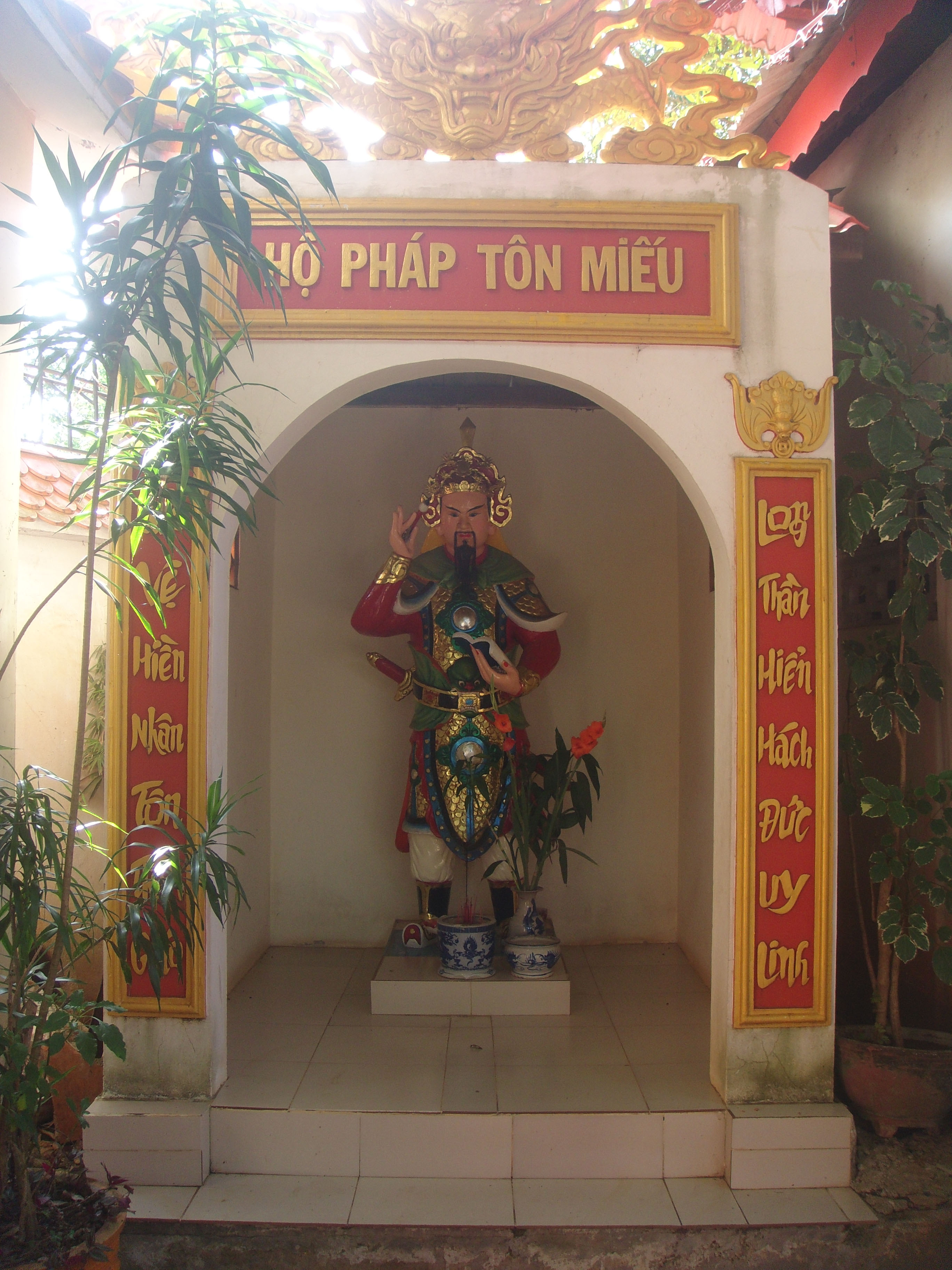
Hộ pháp Tôn Miếu
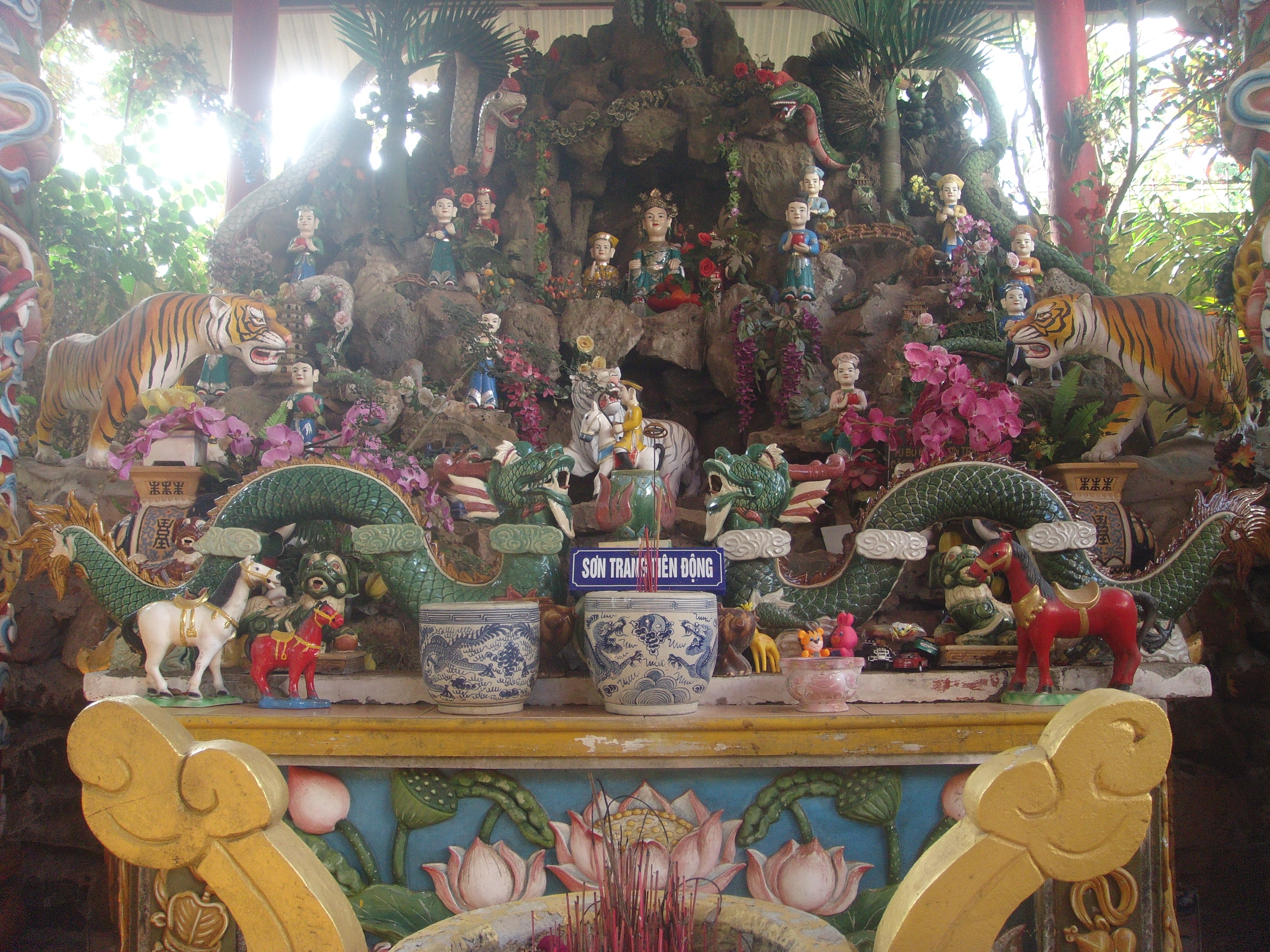
Sơn Trang Tiên Động
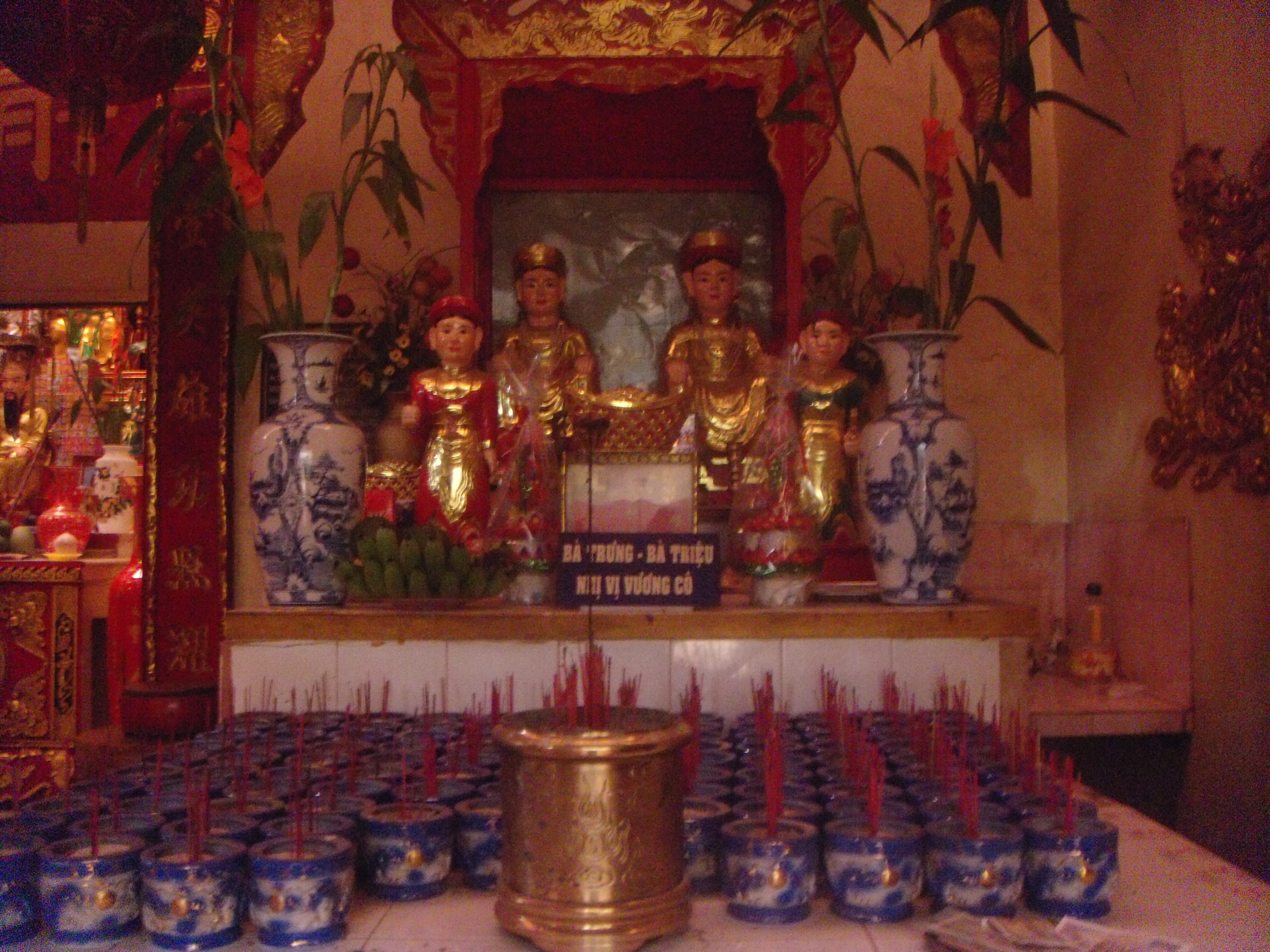
Bà Trưng - Bà Triệu - Nhị Vị Vương Cô
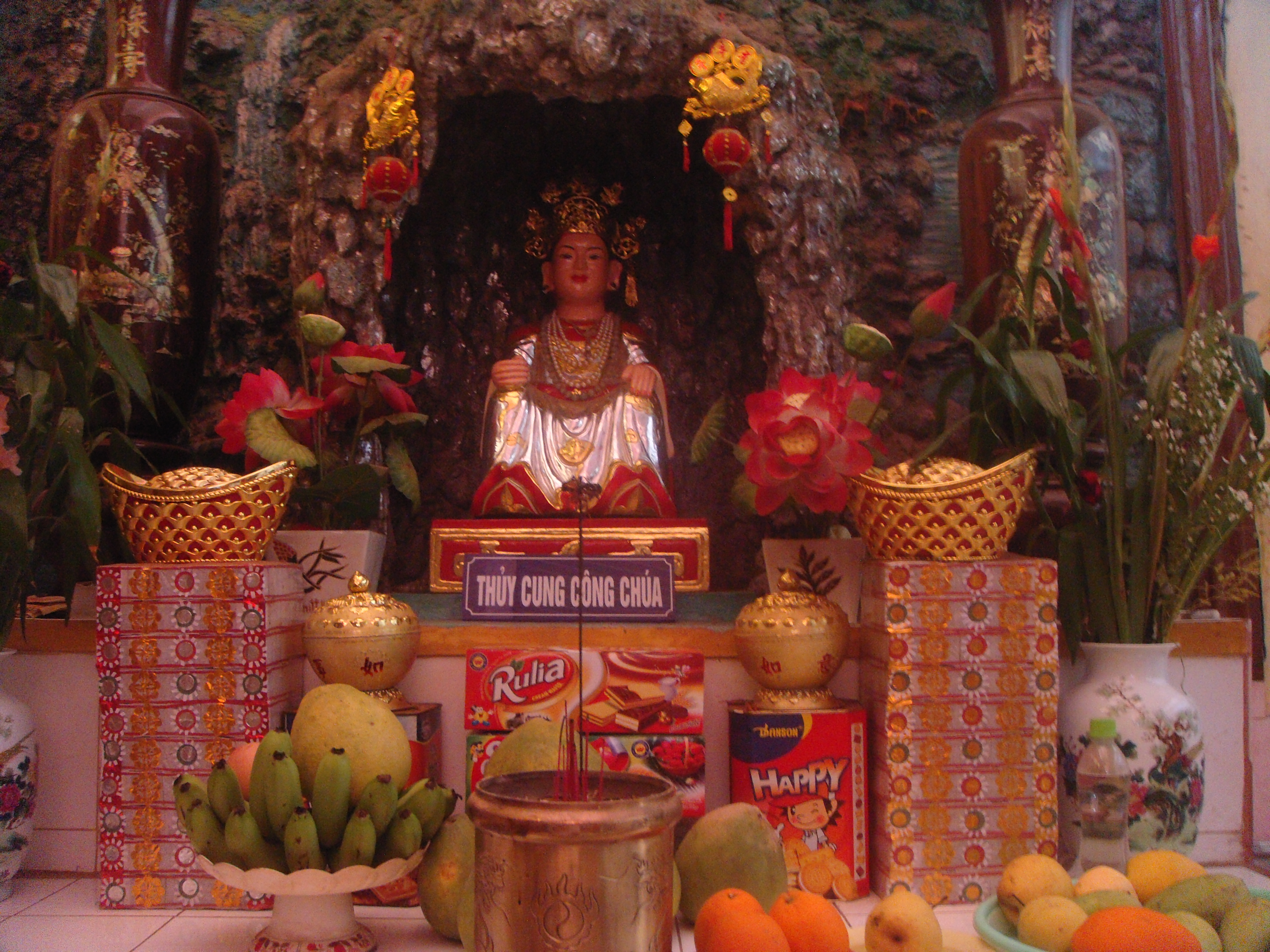
Thủy Cung Công Chúa